# Polyptychus baxteri
Polyptychus baxteri là một loài bướm đêm thuộc họ Sphingidae. Nó được tìm thấy ở miền đông và miền tây Châu Phi.
Chiều dài cánh trước từ 26 mm đối với con đực, con cái lớn hơn. Thân và cánh trước màu tía xám.
Ấu trùng ăn các loài Thespesia.

## Phụ loài
- Polyptychus baxteri baxteri (Braehystegia savanna và woodland in Tanzania và Zambia)
- Polyptychus baxteri jansei Clark, 1936 (Zimbabwe và miền tây Mozambique)